# Timofei Wassiljewitsch Prochorow

Timofei Wassiljewitsch Prochorow

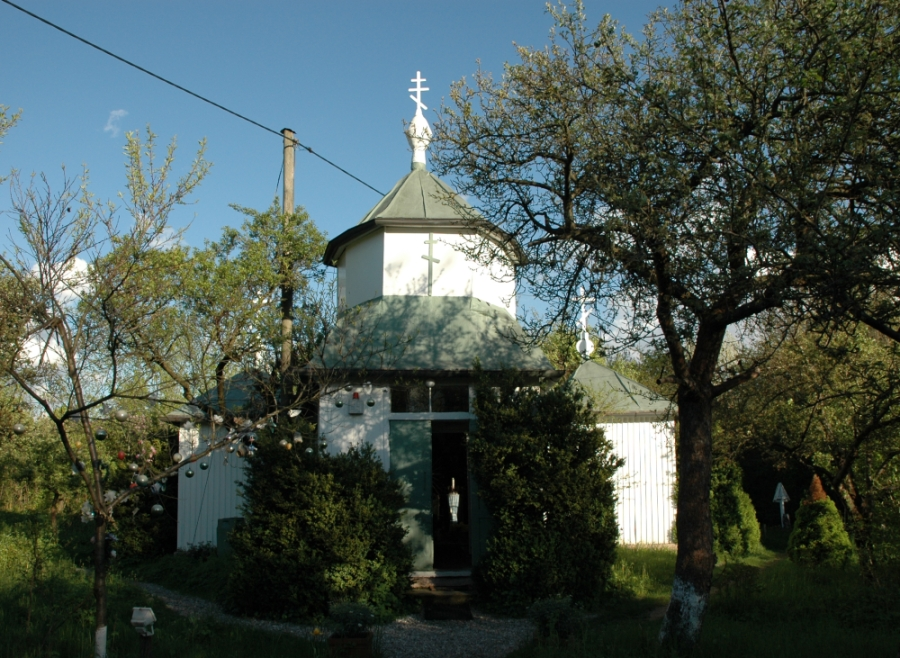
Die Ost-West-Friedenskirche im Jahr 2005

Timofei Wassiljewitsch Prochorow, genannt Väterchen Timofei (russisch Тимофей Васильевич Прохоров, wiss. Transliteration Timofej Vasil'evič Prochorov; * angeblich 22. Januar 1894 in Bagajewskaja am Don; † 13. Juli 2004 in München), war ein russischer Eremit in München.

## Leben
Geboren im Russischen Kaiserreich, verdiente sich der Donkosake im Zweiten Weltkrieg sein Geld in der Stadt Schachty damit, dass er für die Bewohner der Stadt Kohle ausfuhr. Beim Rückzug der deutschen Wehrmacht wurde er mit seinem Fuhrwerk requiriert für den Abtransport der verwundeten deutschen Soldaten. Erst im ca. 80 km entfernten Rostow am Don kam Timofei wieder frei, er berichtete später, hier habe er seine erste Marienvision gehabt.
Nach Jahren der Odyssee erreichte er Wien und lernte dort seine spätere Frau Natascha kennen. Der Bau einer Kirche in Wien scheiterte an den dortigen Behörden, sodass die beiden nach München weiterzogen, wo sie 1952 ankamen.
Dort ließen sie sich am Oberwiesenfeld nieder, am Rande des damaligen Flugfelds, aus dem später der Olympiapark werden sollte. Aus dem reichlich vorhandenen Kriegsschutt baute Timofei ein kleines Haus und eine kleine Kirche. Später baute er noch eine Kapelle. Bei der Einrichtung verwendeten sie größtenteils gefundene Materialien. Die Decke der Kirche beispielsweise wurde mit Schokoladenpapier versilbert.
Jahrzehntelang lebten die beiden im stillen Einverständnis der städtischen Behörden in ihrem ohne Genehmigung gebauten Haus. Ende der sechziger Jahre wurde dann entschieden, dass die Sportstätten für die Olympischen Sommerspiele 1972 auf dem Oberwiesenfeld errichtet würden. Väterchen Timofei und seine Lebensgefährtin hätten vertrieben werden sollen, da dort ein Stadion für das Einzeljagdspringen errichtet werden sollte. Nach Protesten der Münchner Bürger und einiger Tageszeitungen verlegte man die Austragung dieser Disziplin nach Riem.
Die kleine Kirche wurde anschließend Ost-West-Friedenskirche genannt und galt als eine der Sehenswürdigkeiten in München, bis sie am 11. Juni 2023 niederbrannte. Der ehemalige Oberbürgermeister Christian Ude nannte sie den „charmantesten Schwarzbau Münchens“.
1972 heiratete Timofei seine langjährige Lebensgefährtin Natascha, die fünf Jahre später starb. Ihr Wunsch, neben der Kirche begraben zu werden, scheiterte an rechtlichen Vorschriften. Wo sie liegen wollte, errichtete Timofei ein symbolisches Grab. Hin und wieder war er da zu sehen, Blumen aufs Grab legend oder betend. Bereits damals war er durch sein Alter (das nie vollends überprüft wurde) längst zum „Wahrzeichen von München“, „Olympia-Eremit“ oder „Methusalem vom Oberwiesenfeld“ geworden.
Seit 2002 lebte er wegen seiner schlechten Gesundheit hauptsächlich in Krankenhäusern und Altenheimen, wo er mit angeblich 110 Jahren starb. Timofeis Grab befindet sich auf dem Westfriedhof von München (Sektion 196, Nr. 45). Prochorow bestimmte acht Jahre vor seinem Tod den Russen Alexander Penkowski zu seinem Nachfolger.
Über das Leben von Väterchen Timofei wurden unter anderem ein Bildband und ein Kinderbuch veröffentlicht.